# Ізола-Сант-Антоніо
Ізола-Сант-Антоніо (італ. Isola Sant'Antonio, п'єм. Ìsola Sant Antòni) — муніципалітет в Італії, у регіоні П'ємонт, провінція Алессандрія.
Ізола-Сант-Антоніо розташована на відстані близько 460 км на північний захід від Рима, 95 км на схід від Турина, 23 км на північний схід від Алессандрії.
Населення — 726 осіб (2014).
Щорічний фестиваль відбувається 13 червня. Покровитель — Sant'Antonio di Padova.

## Демографія
Населення за роками:

Станом на 1 січня 2023 року в муніципалітеті офіційно проживало 50 іноземців з 13 країн, серед них 30 громадян країн Євросоюзу та 2 громадяни України.

## Сусідні муніципалітети
- Аллувьоні-Камбіо
- Альцано-Скривія
- Бассіньяна
- Казеї-Джерола
- Кастельнуово-Скривія
- Корнале-е-Бастіда
- Гамбарана
- Гуаццора
- Меццана-Більї
- Моліно-дей-Торті
- П'єве-дель-Каїро
- Сале